# Фускай
Фускай (фр. Fouskay) — деревня в Чаде, расположенная на территории региона Канем.

## География
Деревня находится в западной части Чада, к северо-востоку от города Мао, на высоте 330 метров над уровнем моря. Фускай расположена на расстоянии приблизительно 252 километров к северо-северо-востоку от столицы страны Нджамены. Ближайшие населённые пункты: Дуль, Кульво, Би, Маокининга, Нтиона, Меле, Тиатала.
Климат деревни характеризуется как аридный жаркий (BWh в классификации климатов Кёппена).

## Транспорт
Ближайший аэропорт расположен в городе Мао.